# Вулиця Граб'янки (Львів)
Вулиця Грабянки — вулиця у Франківському районі міста Львова, в місцевості Кульпарків. Сполучає вулиці Шкрібляків та Михайла Бойчука. Прилучаються вулиці Кобринської, Лук'яна Кобилиці та Ярослави Музики.

## Історія та забудова
Вулиця виникла 1958 року під назвою вулиця Черепанових, на честь російських інженерів, що створили перший у Російській імперії паровоз. Сучасну назву вулиця отримала у 1992 році, на честь українського державного та військового діяча Гетьманщини, автора одного з відомих козацьких літописів Григорія Граб'янки, у 2004 році назву уточнено на вулицю Григорія Грабянки.
Як і сусідні вулиці Кульпаркова, вулиця Грабянки почала активно забудовуватися у другій половині 1950-х років. Забудова вулиці складається переважно з типових приватних одно- та двоповерхівок 1950-х—1960-х років, з непарного боку вулиці є кілька сучасних багатоповерхових житлових будинків.